# Porto União (ort)
Porto União är en ort i Brasilien.   Den ligger i kommunen Porto União och delstaten Santa Catarina, i den södra delen av landet, 1 200 km söder om huvudstaden Brasília. Porto União ligger 783 meter över havet och antalet invånare är 28 907.
Terrängen runt Porto União är kuperad västerut, men österut är den platt. Närmaste större samhälle är União da Vitória, 1,2 km nordväst om Porto União.
Runt Porto União är det i huvudsak tätbebyggt. Runt Porto União är det ganska tätbefolkat, med 67 invånare per kvadratkilometer.